# Wettersbach
Wettersbach war vom 1. Januar 1972 bis zum 31. Dezember 1974 eine selbstständige kurzlebige Gemeinde in Baden-Württemberg bei Karlsruhe. Sie entstand durch den Zusammenschluss der Orte Grünwettersbach und Palmbach. Heute ist Wettersbach eine Verwaltungseinheit für beide mit Ortsverwaltung und Ortschaftsrat in der Stadt Karlsruhe.

## Geschichte
Nach dem Dreißigjährigen Krieg waren große Teile der Gemarkung des Ortes Grünwettersbach verwüstet und unbesiedelt. Daraufhin wurden waldensische Flüchtlinge auf Gemarkung des Ortes Grünwettersbach angesiedelt und die Ortschaft Palmbach wurde gegründet. Um eine Eingemeindung nach Karlsruhe zu verhindern, schlossen sich Grünwettersbach und Palmbach am 1. Januar 1972 zur Gemeinde Wettersbach zusammen, benannt nach dem Fließgewässer Wettersbach, das beide Ortschaften durchzieht. Drei Jahre später erfolgte die Eingemeindung Wettersbachs nach Karlsruhe dann doch. Nach der Eingemeindung in die Stadt Karlsruhe am 1. Januar 1975 erhielten beide Stadtteile wieder ihre ursprünglichen Namen zurück. Es entstanden die zwei Karlsruher Stadtteile Grünwettersbach und Palmbach. Der Eingemeindungsvertrag wurde am 28. Juni 1974 von Walter Rohrer und Otto Dullenkopf in Wettersbach unterzeichnet.
Die Stadtteile blieben jedoch eine Verwaltungseinheit. So haben beide Stadtteile heute die gemeinsame Ortsverwaltung Wettersbach, einen gemeinsamen Ortschaftsrat und die gemeinsame Grundschule Heinz-Barth-Schule (ehemals Carl-Benz-Schule). Bis 2009 existierte zudem das Hallenbad Wettersbach mit vier 25-Meter-Bahnen, das 2014 zur Tischtennishalle des ASV Grünwettersbach umgebaut wurde.
Auch im Vereinsleben spiegelt sich der Name Wettersbach wider. So existieren folgende Vereine und Organisationen:
- Freiwillige Feuerwehr Karlsruhe, Abteilung Wettersbach
- Ortsverein des DRK Wettersbach
- DLRG Deutsche Lebens-Rettungs-Gesellschaft – Stützpunkt Wettersbach e.V.
- Bergdorf-Profis e. V. (früher: Verein Wettersbacher Selbständiger)

## Bürgermeister und Ortsvorsteher
- Walter Rohrer, Bürgermeister von 1. Januar 1972 bis 31. Dezember 1974
- Walter Rohrer, Ortsvorsteher von 1. Januar 1975 bis 31. Dezember 1994
- Rainer Frank, Ortsvorsteher von 1. Januar 1995 bis † 20. September 2021
- Kerstin Tron, Ortsvorsteherin seit 15. März 2022

## Wappen
Mit Gründung der Gemeinde Wettersbach wurde auf Vorschlag des Generallandesarchivs ein neues Wappen entworfen. Der Wettersbacher Gemeinderat entschied sich am 2. Mai 1972 für eine Kombination der alten Gemeindewappen von Grünwettersbach und Palmbach.
Das Wettersbacher Wappen zeigt in geteiltem Schild oben in Blau einen silbernen Palmzweig, unten in Gold einen gekrönten schreitenden roten Löwen.

## Ortsverwaltung Wettersbach
- Rathaus Grünwettersbach
- Rathaus Palmbach